# Симеон Симев
Симеон или Симьон Симев (на македонска литературна норма: Симјон Симев) е поет, есеист и журналист от Северна Македония.

## Биография
Роден е на 30 май 1949 година в Щип. Симев следва история с история на изкуството в университета „Св. св. Кирил и Методий“ в Скопие. Работи като учител в гимназия, сътрудник в Републиканския секретариат за култура, журналист в Първата и Главен редактор на Радио култура (Трета програма) на Македонското радио .
Симев публикувал стихове, есета, статии, студии във вестници, списания , периодични издания . Поезията му е издавана в България  и Германия .

## Литературно творчество
- Соспи. Скопје, Табернакул, 1997.
- Месечина огрева, сонце изгрева. Скопје, Наша книга, 1999.
- Дамга. Скопје, Наша книга, 2002.
- Шарената сенка: живопис, литература, музика. Скопје, Макавеј, 2008.
- Ронливи лета море далечно. Скопје, Симев С., 2010.